# Ixothraupis xanthogastra
A Ixothraupis xanthogastra  a madarak osztályának verébalakúak (Passeriformes) rendjébe és a tangarafélék (Thraupidae) családjába tartozó  faj.

## Rendszerezése
A fajt Philip Lutley Sclater angol ügyvéd és zoológus írta le 1851-ben, a Calliste nembe Calliste xanthogastra néven. Egyes szervezetek a Tangara nembe sorolják Tangara xanthogastra néven.

## Alfajai
- Ixothraupis xanthogastra phelpsi J. T. Zimmer, 1943
- Ixothraupis xanthogastra xanthogastra (Sclater, 1851)[1]

## Előfordulása
Az Amazonas-medencében, Bolívia, Brazília, Kolumbia, Ecuador, Guyana, Peru és Venezuela területén honos. Természetes élőhelyei a szubtrópusi és trópusi síkvidéki és hegyi esőerdők. Állandó, nem vonuló faj.

## Megjelenése
Testhossza 11 centiméter, testtömege 13-18 gramm.

## Életmódja
Gyümölcsökkel és rovarokkal táplálkozik.

## Természetvédelmi helyzete
Az elterjedési területe rendkívül nagy, egyedszáma ugyan csökken, de még nem éri el a kritikus szintet. A Természetvédelmi Világszövetség Vörös listáján nem fenyegetett fajként szerepel.